# (38449) 1999 SM22
1999 SM22 (asteroide 38449) é um asteroide da cintura principal. Possui uma excentricidade de 0.11792830 e uma inclinação de 5.84506º.
Este asteroide foi descoberto no dia 30 de setembro de 1999 por Spacewatch em Kitt Peak.